# Thomas Pähtz
Thomas Pähtz (* 4. September 1956 in Erfurt, DDR) ist ein deutscher Schachspieler (Großmeister seit 1990) und Vater von Elisabeth Pähtz. Im Mai 2002 sprach ihm der Deutsche Schachbund Dank und Anerkennung in Form einer Ehrenurkunde aus.
Pähtz war dreimal Co-Sieger bei Deutschen Meisterschaften, davon zweimal in der DDR (1988 mit Lutz Espig und 1990 mit Raj Tischbierek), zuletzt 1993 zusammen mit Thomas Luther. Thomas Pähtz gehörte 1988 bei der Schacholympiade in Thessaloniki zum Team der DDR, als erster Ersatzspieler kam er zu drei Einsätzen (+0 =2 −1).
Pähtz arbeitet als Schachtrainer und leitet die Schachschule Kerspleben.

## Vereine
Pähtz gewann die DDR-Mannschaftsmeisterschaft 1973 und 1983 mit der Schachgemeinschaft Leipzig, 1988 mit Mikroelektronik Erfurt und 1991 mit dem SV Erfurt-West.
In der deutschen Schachbundesliga spielte Pähtz in der Saison 1990/91 für die SF Dortmund-Brackel, von 1991 bis 1993 für den SV Erfurt West, für den er von 2001 bis 2003 (unter dem Vereinsnamen Erfurter SK) erneut spielte. 1994 nahm er mit dem PSV Duisburg am European Club Cup teil. In der Saison 2014/15 spielte er für den Ilmenauer SV, seit 2017 gehört er dem TSV Bindlach-Aktionär an. In der österreichischen Bundesliga spielte er von 2002 bis 2004 für den ESV Austria Graz, mit dem er 2003 Mannschaftsmeister wurde, in der belgischen Interclubs von 2003 bis 2005 für die zweite Mannschaft des KSK 47 Eynatten, mit dessen erster Mannschaft er 2003 am European Club Cup teilnahm. In der luxemburgischen Division nationale spielte er bis 2003 für die Mannschaft von Gambit Bonnevoie, mit der er 1996, 1997, 2001, 2002 und 2003 luxemburgischer Mannschaftsmeister wurde und dreimal (1993, 1998, 2001) am European Club Cup teilnahm, von 2003 bis 2006 spielte er für De Sprénger Echternach, mit dem er 2005 und 2006 Meister wurde.

## Schachfamilie Pähtz
Thomas Pähtz widmete von frühen Kindheitsjahren an große Aufmerksamkeit der schachlichen Entwicklung seiner Tochter Elisabeth Pähtz (Großmeisterin der offenen Klasse seit 2022) und seines Sohnes Thomas Pähtz jr., der 2001 Deutscher Jugendmeister wurde. Thomas Pähtz jr. wird bei der FIDE seit 2012 als inaktiv geführt, seine höchste Elo-Zahl betrug ein Jahr zuvor 2362. Pähtz' Geschwister erreichten ebenfalls bemerkenswerte Leistungen im Schach. Sein Bruder Wolfgang trat neben eigenen Wettkampfteilnahmen auch als Programmierer der DDR-Schachcomputer in Erscheinung. Beider Schwester Hannelore Kube (geb. Pähtz) gehörte über viele Jahre zur Leistungsspitze des DDR-Frauenschachs. Sie qualifizierte sich in den 1970er und 1980er Jahren regelmäßig für die Endrunde der DDR-Meisterschaft und erreichte 1978 mit Platz 6 ihr bestes Ergebnis.